# George Harry Grey, VII conte di Stamford

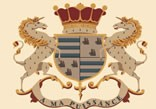
Le armi di conte di Stamford e Warrington

George Harry Booth-Grey, conte di Stamford e Warrington (7 gennaio 1827 – 2 gennaio 1883), è stato un nobile britannico.

## Biografia
Era figlio di George Harry Booth-Grey, VI conte di Stamford e Warrington e Lady Henrietta Charteris.
Ereditò dal nonno le contee di Stamford e di Warrington il 26 aprile 1845, ereditando grandi proprietà a Enville nello Staffordshire, a Bradgate Park nel Leicestershire, a Dunham Massey nel Cheshire e a Stalybridge vicino a Manchester.
Si sposò due volte, la prima fu nel 1848 con Elizabeth Billage, figlia di un suo servitore a Cambridge; la seconda nel 1855 con Catharine Cocks, un'artista circense.
Rappresentò il Marylebone Cricket Club tra il 1851 e il 1858 disputando diverse gare. Fu inoltre maestro di Quorn Hunt tra 1856 e 1863 e patrono del Turf, sebbene non avesse ottenuto molto successo in questa disciplina. Il suo puledro « Diophantus » gli fece tuttavia vincere il Two Thousand Guineas nel 1861.
Commissionò nel 1851 la costruzione della chiesa parrocchiale di santa Margherita di Dunham Massey in onore di sua sorella Lady Margaret Booth-Grey. Essa venne completata nel 1855.
Nel 1856, dopo il suo contestato secondo matrimonio, costruì Bradgate House a nord-ovest di Groby, nel Leicestershire.
Nel 1860 dodici fattorie della sua terra a Bradgate vennero sommerse per formare Cropston Reservoir. Nel 1879 donò sedici acri (65 000 m²) della sua terra a Dunham Massey da destinare a parco pubblico (Stamford Park) e vendette ulteriori terre per lo sviluppo dell'area urbana.
Alla sua morte nel 1883, il titolo di conte di Warrington si estinse mentre l'altro passò a suo cugino Harry Grey, che continuò a vivere alla colonia del Capo in Sudafrica. Lasciò le sue proprietà alla moglie che le amministrò fino alla sua morte nel 1905. Le terre vennero poi divise: quelle a Dunham Massey sarebbero state trasmesse assieme al titolo contale; quella nel Leicestershire passarono al nipote Katherine moglie di Arthur Duncombe, MP; quelle a Enville vennero ereditate dalla nipote della Lady Stamford e Warrington, Catherine moglie di Sir Henry Foley Lambert. Le terre a Stalybridge vennero lasciate a Katherine Duncombe e Catherine Lambert e poi divise nel 1959.

## Ascendenza
|                                             |                                          |                                                   | Genitori                                   |  |  | Nonni |  |  | Bisnonni                            |  |  | Trisnonni                            |  |
|                                             |                                          |                                                   |                                            |  |  |       |  |  | 8. George Grey, V conte di Stamford |  |  | 16. Harry Grey, IV conte di Stamford |  |
|                                             |                                          |                                                   |                                            |  |  |       |  |  | 8. George Grey, V conte di Stamford |  |  | 16. Harry Grey, IV conte di Stamford |  |
|                                             |                                          | 17. Mary Booth                                    |                                            |  |  |       |  |  | 8. George Grey, V conte di Stamford |  |  |                                      |  |
| 4. George Harry Grey, VI conte di Stamford  |                                          |                                                   |                                            |  |  |       |  |  | 8. George Grey, V conte di Stamford |  |  |                                      |  |
|                                             |                                          | 9. Henrietta Bentinck                             | 18. William Bentinck, II duca di Portland  |  |  |       |  |  |                                     |  |  |                                      |  |
|                                             |                                          | 9. Henrietta Bentinck                             | 18. William Bentinck, II duca di Portland  |  |  |       |  |  |                                     |  |  |                                      |  |
|                                             |                                          | 9. Henrietta Bentinck                             | 19. Margaret Harley                        |  |  |       |  |  |                                     |  |  |                                      |  |
| 2. George Grey, VIII barone Grey di Groby   |                                          | 9. Henrietta Bentinck                             |                                            |  |  |       |  |  |                                     |  |  |                                      |  |
|                                             |                                          | 10. Francis Charteris, lord Elcho                 | 20. Francis Charteris, VII conte di Wemyss |  |  |       |  |  |                                     |  |  |                                      |  |
|                                             |                                          | 10. Francis Charteris, lord Elcho                 | 20. Francis Charteris, VII conte di Wemyss |  |  |       |  |  |                                     |  |  |                                      |  |
|                                             |                                          | 10. Francis Charteris, lord Elcho                 | 21. Catherine Gordon                       |  |  |       |  |  |                                     |  |  |                                      |  |
| 5. Henrietta Charteris                      |                                          | 10. Francis Charteris, lord Elcho                 |                                            |  |  |       |  |  |                                     |  |  |                                      |  |
|                                             |                                          | 11. Susan Keck                                    | 22. Anthony Keck                           |  |  |       |  |  |                                     |  |  |                                      |  |
|                                             |                                          | 11. Susan Keck                                    | 22. Anthony Keck                           |  |  |       |  |  |                                     |  |  |                                      |  |
|                                             |                                          | 11. Susan Keck                                    | 23. Susan Hamilton                         |  |  |       |  |  |                                     |  |  |                                      |  |
| 1. George Harry Grey, VII conte di Stamford |                                          | 11. Susan Keck                                    |                                            |  |  |       |  |  |                                     |  |  |                                      |  |
|                                             | 12. Francis Charteris, lord Elcho (= 10) | 24. Francis Charteris, VII conte di Wemyss (= 20) |                                            |  |  |       |  |  |                                     |  |  |                                      |  |
|                                             | 12. Francis Charteris, lord Elcho (= 10) | 24. Francis Charteris, VII conte di Wemyss (= 20) |                                            |  |  |       |  |  |                                     |  |  |                                      |  |
|                                             | 12. Francis Charteris, lord Elcho (= 10) | 25. Catherine Gordon (= 21)                       |                                            |  |  |       |  |  |                                     |  |  |                                      |  |
| 6. Francis Charteris, VIII conte di Wemyss  | 12. Francis Charteris, lord Elcho (= 10) |                                                   |                                            |  |  |       |  |  |                                     |  |  |                                      |  |
|                                             |                                          | 13. Susan Keck (= 11)                             | 26. Anthony Keck (= 22)                    |  |  |       |  |  |                                     |  |  |                                      |  |
|                                             |                                          | 13. Susan Keck (= 11)                             | 26. Anthony Keck (= 22)                    |  |  |       |  |  |                                     |  |  |                                      |  |
|                                             |                                          | 13. Susan Keck (= 11)                             | 27. Susan Hamilton (= 23)                  |  |  |       |  |  |                                     |  |  |                                      |  |
| 3. Katherine Charteris                      |                                          | 13. Susan Keck (= 11)                             |                                            |  |  |       |  |  |                                     |  |  |                                      |  |
|                                             |                                          | 14. Walter Campbell                               | 28. John Campbell                          |  |  |       |  |  |                                     |  |  |                                      |  |
|                                             |                                          | 14. Walter Campbell                               | 28. John Campbell                          |  |  |       |  |  |                                     |  |  |                                      |  |
|                                             |                                          | 14. Walter Campbell                               | 29. Henrietta Cuninghame                   |  |  |       |  |  |                                     |  |  |                                      |  |
| 7. Margaret Campbell                        |                                          | 14. Walter Campbell                               |                                            |  |  |       |  |  |                                     |  |  |                                      |  |
|                                             |                                          | 15. Eleanora Kerr                                 | 30. Robert Kerr                            |  |  |       |  |  |                                     |  |  |                                      |  |
|                                             |                                          | 15. Eleanora Kerr                                 | 30. Robert Kerr                            |  |  |       |  |  |                                     |  |  |                                      |  |
|                                             |                                          | 15. Eleanora Kerr                                 | 31. Eleanora Nugent                        |  |  |       |  |  |                                     |  |  |                                      |  |
|                                             |                                          | 15. Eleanora Kerr                                 |                                            |  |  |       |  |  |                                     |  |  |                                      |  |